# Manuel Turrillas
Manuel Turrillas foi um compositor espanhol (Barásoain, 1 de janeiro de 1905 - Pamplona, 20 de outubro de 1997). Foi um dos mais conhecidos autores de música para bandas em Navarra. Iniciou-se na música na banda da sua terra natal, depois de ter aprendido solfejo com o organista da igreja local. É o autor do hino de Osasuna.